# الكاميرون
الكاميرون أو الكَمرُون، وتدعى رسميًا جُمْهُورِيَّةَ الكَاميرُون، دولة تقع في منطقة وسط الغرب الإفريقي. تحدّها نيجيريا من الغرب؛ وتشاد من الشمال الشرقي؛ ومن الشرق جمهورية إفريقيا الوسطى؛ ومن الجنوب غينيا الاستوائية، والغابون، وجمهورية الكونغو. تقع سواحل الكاميرون على خليج البوني، وهي جزء من خليج غينيا والمحيط الأطلسي. وغالباً ما يشار إلى هذا البلد باسم «إفريقيا المصغرة» للتنوع الجيولوجي والثقافي. وتشمل الميزات الطبيعية: الشواطئ والصحارى والجبال والغابات المطيرة والسافانا. وأعلى نقطة هي جبل كمرون في جنوب غرب البلاد، وأكبر المدن هي دوالا، وياوندي، وغروة. الكاميرون هي موطن لأكثر من 200 مجموعة لغوية مختلفة. البلد هو معروف جيدا بالأنماط الأصلية المتمثلة في الموسيقى، لا سيما ماكوسا وبيكتسي، ونجاح منتخبها الوطني لكرة القدم. تعد الفرنسية والإنجليزية هما اللغتان الرسميتان.
السكان الأوائل للمنطقة بمن فيهم حضارة ساو حول بحيرة تشاد وصيادي الباكا في الغابات المطيرة جنوب شرق. وصل المستكشفون البرتغاليون الساحل في القرن الخامس عشر وأطلقوا عليه اسم «Rio dos Camarões» (معناه بالبرتغالية: نهر القمرون) لوفرة القمرون فيه. جنود الفلانية أسسوا إمارة آدماوة في الشمال في القرن التاسع عشر، وأنشأت مجموعات عرقية مختلفه في الغرب والشمال الغربي مشيخات قوية وفوندوموس. أصبحت الكمرون مستعمرة ألمانية عام 1884.
بعد الحرب العالمية الأولى، تم تقسيم الأراضي بين فرنسا وبريطانيا وتفويض لعصبة الأمم. دعا حزب اتحاد شعوب الكمرون (UPC) السياسي إلى الاستقلال، ولكن تم حظره من قبل فرنسا في الخمسينيات فخاض حرباً على فرنسا وقوات يو بي سي حتى عام 1971. في عام 1960 استقل الجزء الذي تسيطر عليه فرنسا من الكاميرون باسم جمهورية الكاميرون في عهد الرئيس أحمدو أهيجو. اندمج معها الجزء الجنوبي من الكاميرون البريطانية في عام 1961 لتشكيل جمهورية الكاميرون الاتحادية. تم تغيير اسم البلاد إلى جمهورية الكاميرون المتحدة في عام 1972 وجمهورية الكاميرون في عام 1984.
مقارنة مع البلدان الإفريقية الأخرى، تتمتع الكاميرون بالاستقرار السياسي والاجتماعي. وقد أتاح هذا تنمية الزراعة، والطرق، والسكك الحديدية، والصناعات النفطية والأخشاب الكبيرة. ومع ذلك، تعيش أعداد كبيرة من الكاميرونيين في الفقر كمزارعي الكفاف. السلطة في يد الرئيس السلطوي منذ عام 1982، بول بيا، وحزبه الحركة الديمقراطية الكاميرونية الشعبية. وقد تزايد نفور سكان الأراضي الناطقة بالإنكليزية في الكاميرون من الحكومة، ودعا الساسة من تلك المناطق إلى قدر أكبر من اللامركزية وحتى الانفصال (على سبيل المثال: المجلس الوطني لجنوب الكمرون) من الأراضي التي حكمتها بريطانيا سابقاً.

## التاريخ

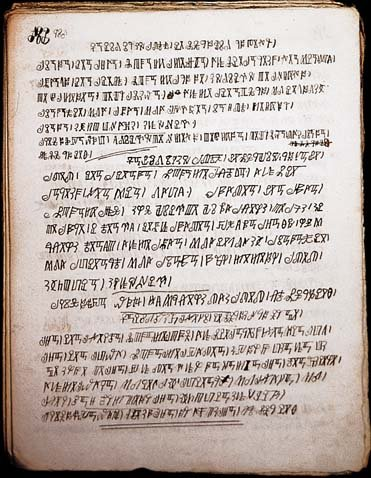
Bamum script

استقر الإنسان في المنطقة التي تعرف الآن بالكمرون لأول مرة خلال العصر الحجري الحديث. ويعد شعب الباكا من أطول الشعوب التي سكنت هذه المنطقة. لهذا، يعتقد أن هجرات البانتوية في شرق وجنوب ووسط إفريقيا قد نشأت منذ حوالي 2000 سنة. نشأت حضارة الساو حول بحيرة تشاد، 500 بعد الميلاد وسهلت الطريق على إمبراطورية كانم والدول التي خلفتها، وإمبراطورية برنو. والممالك، والمشيخات التي نشأت في الغرب.
وصل البحارة البرتغاليون الساحل عام 1472. وأشاروا إلى وفرة الروبيان الشبحي (الاسم العلمي: Lepidophthalmus turneranus) في نهر ووري وأطلقوا عليه اسم في (بالبرتغالية: Rio dos Camarões‏) (نهر القمرون)، والتي أصبحت الكمرون في اللغة الإنجليزية. على مدى القرون القليلة التالية، نظمت المصالح الأوروبية التجارة مع الشعوب الساحلية، والمبشرين المسيحيين دفعت داخلياً. في أوائل القرن التاسع عشر، قاد موديبو آدم جنود الفولان الجهاد في الشمال ضد الشعوب غير المسلمة، وأنشأ إمارة آدماوة. استقرت الشعوب التي فرّت من الفولان ما تسبب في إعادة توزيع كبرى للسكان. كان الجزء الشمالي من الكاميرون جزءا هاما من شبكة تجارة الرقيق المسلمين.
شعب الباميوم كان له نظام كتابه خاصة معروفة باسم باميوم "Bamum" أو شو مم "Shu Mom". تم تطوير هذه المخطوطة النصية بواسطة السلطان إبراهيم نجويا في عام 1896، ويتم تدريسها في الكمرون من مخطوطات Bamum ومشروع المحفوظات. سمَّت الإمبراطورية الألمانية المنطقة بمستعمرة الكمرون وعُمِل على تنفيذ مشاريع لتحسين البنية التحتية للمستعمرة، والاعتماد على نظام قاس من العمل القسري. مع هزيمة ألمانيا في الحرب العالمية الأولى، أصبحت الكمرون من عصبة الأمم إقليم ولاية وانقسمت إلى الكاميرون الفرنسية والكاميرون البريطانية في عام 1919. أدخلت فرنسا الكاميرون في اقتصادها وعُمِل على تحسين البنية التحتية واستمر العمل القسري.
إدارة بريطانيون أراضيها من نيجيريا المجاورة. اشتكى السكان الأصليين أن هذا جعلها مهملة «مستعمرة لمستعمرة». توافد العمال المهاجرين النيجيريين لجنوب الكاميرون، وأُنهي العمل القسري ولكن ازداد غضب الشعوب الأصلية. تم تحويل جامعة ولايات الأمم الوصاية إلى الأمم المتحدة في عام 1946، وأصبحت مسألة الاستقلال مسألة ملحّة في الكاميرون الفرنسية. حظرت فرنسا الحزب السياسي الأكثر راديكالية، واتحاد بالسكان في الكاميرون (يو بي سي)، في 13 تموز 1955. دفعت هذه حرب عصابات طويلة واغتيال زعيم الحزب، روبن أم بيوبي. في الكاميرون البريطانية، كان السؤال ما إذا كان لإعادة توحيد مع الكمرون الفرنسية أو الانضمام إلى نيجيريا.

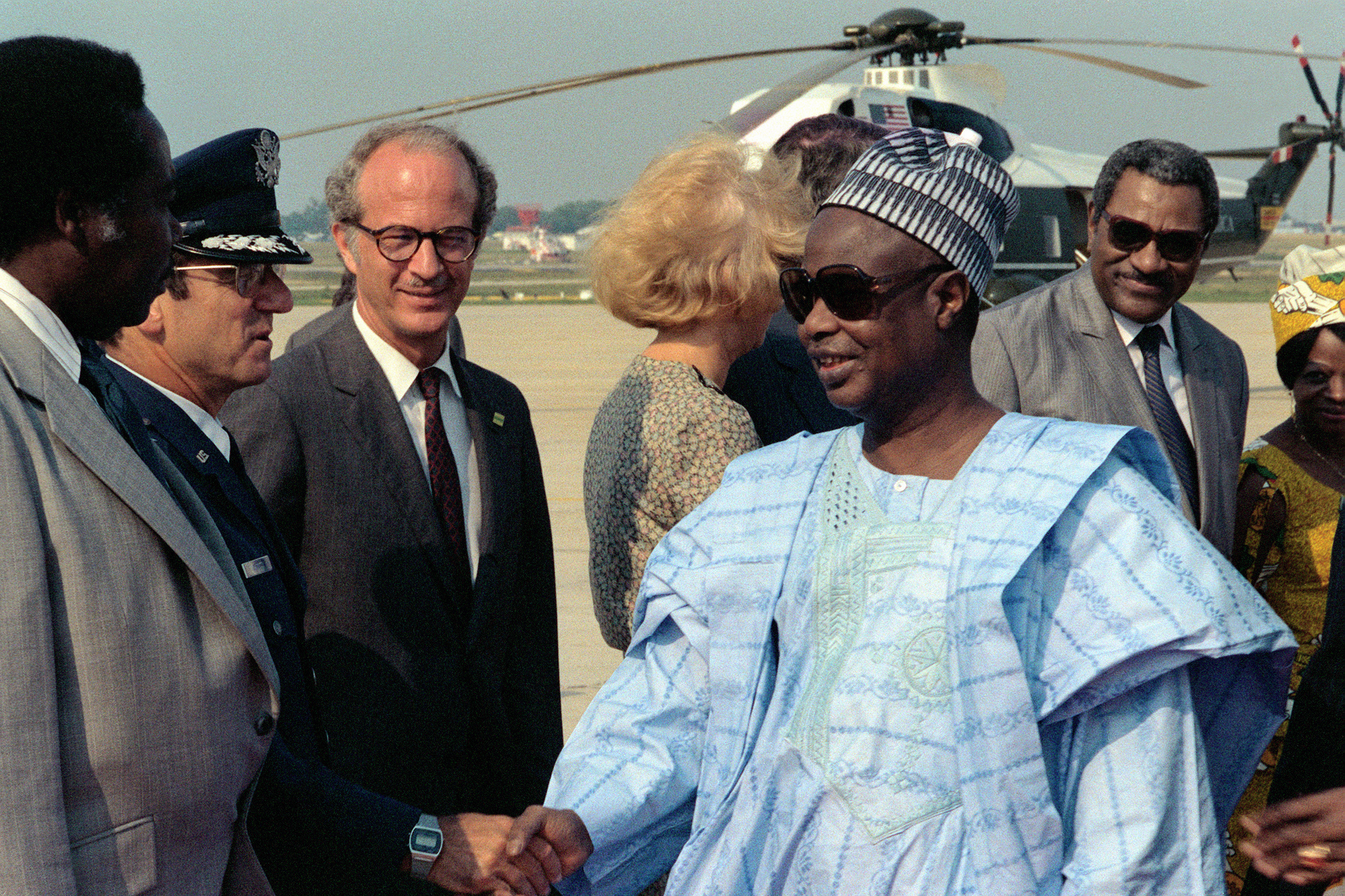
الرئيس السابق أحمدو أهيجو يصل لواشنطن العاصمة في يوليو 1982.

في 1 يناير 1960 في الساعة 2:30 صباحا، اكتسب الكاميرون الفرنسي الاستقلال عن فرنسا في عهد الرئيس أحمد أهيدجو. في 1 تشرين الأول عام 1961، والكاميرون الجنوبي البريطانية سابقا الاتحاد مع الكاميرون الفرنسية لتشكل جمهورية الكاميرون الاتحادية. استخدم أهيدجو الحرب الجارية مع يو بي سي لتركيز السلطة في الرئاسة، واستمرار مع هذا حتى بعد قمع يو بي سي في عام 1971.
أصبح حزبه السياسي، والاتحاد الوطني الكاميرون (CNU)، وهو الحزب السياسي الشرعي الوحيد في 1 سبتمبر 1966 وفي عام 1972، تم إلغاء النظام الفيدرالي للحكومة لصالح جمهورية الكاميرون المتحدة، برئاسة من ياوندي. اتبع أهيدجو سياسة اقتصادية المخطط لها لليبرالية، المحاصيل النقدية واستغلال النفط. الحكومة تستخدم أموال النفط لتكوين احتياطي نقدي وطني، وللدفع للمزارعين، وتمويل مشاريع التنمية الكبرى، ومع ذلك، فشلت العديد من المبادرات عندما عين أهيدجو حلفاء غير المؤهلين لتوجيهها.
تنحى أهيدجو في 4 نوفمبر 1982، وترك السلطة لخليفته الدستورية، بول بيا. ومع ذلك، ظل أهيدجو مسيطر على الاتحاد الوطني الكاميروني محاولاً إدارة البلاد من وراء الكواليس حتى ضغط عليه بيا وحلفائه كي يستقيل. بدأ بيا إدارته من قبل التحرك نحو تشكيل حكومة أكثر ديمقراطية، ولكن المحاولة الفاشلة للإطاحة بنظام حكمه دفعته تجاة استخدام أسلوب أهيجدوا في الحكم.
أثرت الأزمة اقتصادية في منتصف الثمانينيات إلى أواخر التسعينيات نتيجة للظروف الاقتصادية الدولية، والجفاف، وانخفاض أسعار البترول، وسنوات من الفساد وسوء الإدارة، والمحسوبية. تحولت الكمرون إلى المساعدات الخارجية، وخفض الإنفاق الحكومي، والصناعات المخصخصة. مع إعادة التعددية الحزبية في ديسمبر 1990، ودعا جماعات الضغط الكمرون البريطانية السابقة لمزيد من الحكم الذاتي، ودعا المجلس الوطني لجنوب الكاميرون الانفصال الكامل باسم جمهورية أمبازونيا (Ambazonia). في فبراير 2008، شهدت الكاميرون أسوأ أعمال عنف منذ 15 عاما عندما تصاعدت إضراب نقابة عمال النقل في دوالا في احتجاجات عنيفة في 31 منطقة البلدية.

## الجغرافيا

### الموقع

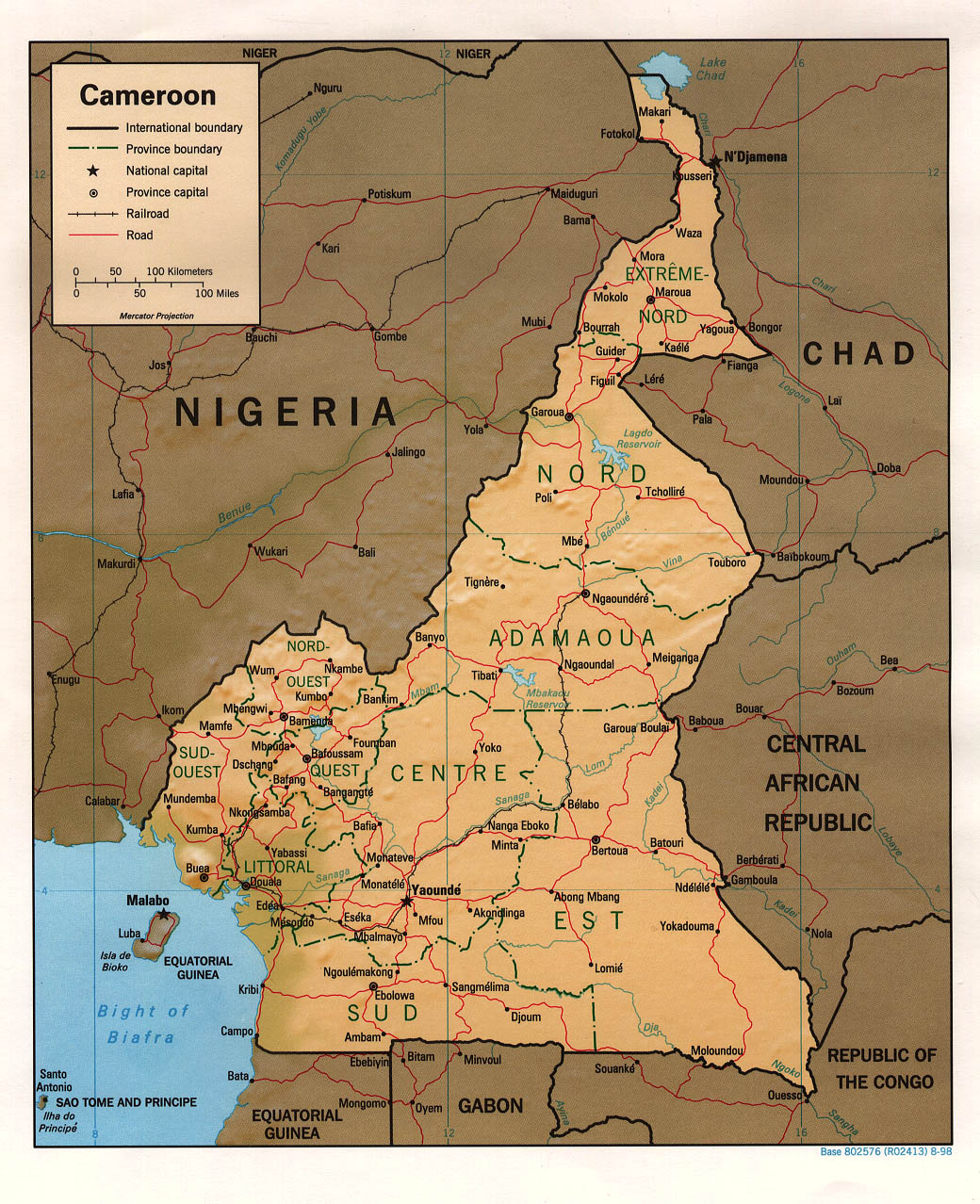
خريطة الكاميرون

تقع جمهورية الكاميرون في وسط غربي إفريقيا، تطل من الجنوب الغربي على خليج غينيا، وتشترك في حدودها وحدودها الشمالية مع تشاد، بينما تحدها من الغرب نيجيريا، ومن الشرق تطل على جمهورية إفريقيا الوسطى، وتحدها من الجنوب كل من الجابون وغينيا الاستوائية، وجمهورية الكونغو، وتبلغ مساحة الكمرون (475,442 كم)، وعاصمة البلاد ياوندة وسكانها أكثر من نصف مليون نسمة، والميناء الرئيسي دوالة، تحد كل من نيجيريا، تشاد، جمهورية إفريقيا الوسطى، الكونغو، الغابون، غينيا الاستوائية وخليج غينيا. الكمرون الفرنسية السابقة وجزء من الكمرون البريطانية اندمجتا عام 1961 ليشكلوا جمهورية الكمرون الفدرالية والتي اعيد تسميتها في العام 1972 إلى جمهورية الكمرون المتحدة ؛ ومنذ العام 1984 تعرف باسم جمهورية الكمرون، لغاتها الرسمية الإنجليزية والفرنسية.

### الحدود البرية
المجموع: 4591 كم
تشترك الكمرون بحدود معا كل من: جمهورية إفريقيا الوسطى 797 كم، تشاد 1094 كم، جمهورية الكونغو 523 كم، غينيا الاستوائية 189 كيلومتر، غابون 298 كيلومتر، نيجيريا 1690 كم. ويبلغ طول الشريط الساحلي 402 كم

### الأرض

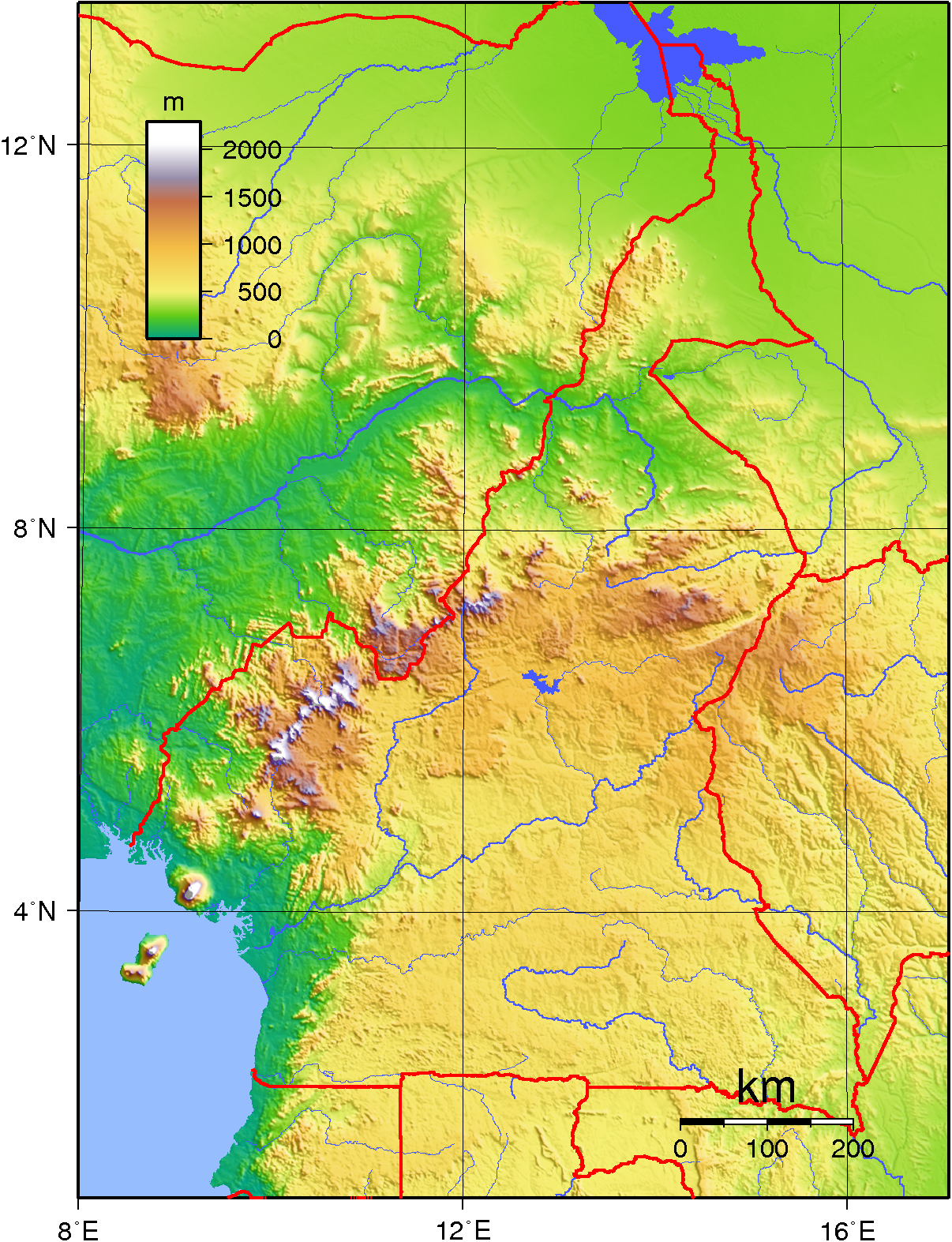
تضاريس الكمرون

أرض الكمرون متعددة المظاهر، فالقسم الساحلي سهلي يطل على ساحل تكثر به المستنقعات وتغطيها غابات المنجروف، وفيما يلي القسم الجنوبي الساحلي ترتفع الأرض تدريجياً نحو الشمال حيث توجد هضبة وليو، ثم يزداد الارتفاع حتي يصل إلى هضبة ادماوا، وتغطي الغابات هذا القسم، وفي غربي الكمرون نطاق جبلي مرتفع بركاني تبرز به قمة الكمرون كأعلى قمم غربي إفريقيا (4070 م) ثم جبل مامبوتو، وتغطي أرض الكمرون بحشائش السفانا وبالغابات. يحدد نهر دجا محمية الحيوانات في دجا

### المناخ
المناخ يختلف مع التضاريس فمن الطراز الاستوائي الرطب على طول الساحل في الجنوب، حيث توجد بعض المناطق التي تعتبر من أغزر جهات العالم أمطاراُ حيث يبلغ متوسط سقوط الأمطار السنوي 405 بوصة (10287 ملم)، يليه طراز سوداني صيفي المطر، يتحول إلى طراز شبه جاف وحار في الشمال، وأفضل مناطق الكمرون مناخياً تلك المناطق المرتفعة في الغرب والوسط.

## السكان
يتكون سكان الكمرون من حوالي مائة قبيلة زنجية تشكل 80% من جملة السكان، بينما الباقي من جماعات تنتمي إلى البربر، والشاوة العرب، والحامين، وتعيش هذه الجماعات في شمالي الكمرون وتدينت بالإسلام الذي وصلها عبر التجارة وقوافلها ومن الجماعات المسلمة الفولاني، الهوسا والبيل والكوتوما والماندورا والماسة والكانوري، وفي غرب الكمرون توجد قبائل البامليكة، والباموم وفي الجنوب جماعات الفانج، وتوجد جماعات من الأقزام في الغابات.

### المجموعات العرقية
الكمرونيون النجديون 31%، والبانتو الاستوائيون 19%. أما الكيرديون فنسبتهم 11%، والفولاني 10%؛ والبانتون الجنوب غربيون 8%؛ والنيجيريون الشرقيون 7%؛ والأفارقة الآخرون 13%؛ وغير الأفارقة أقل من 1%.

### الدين

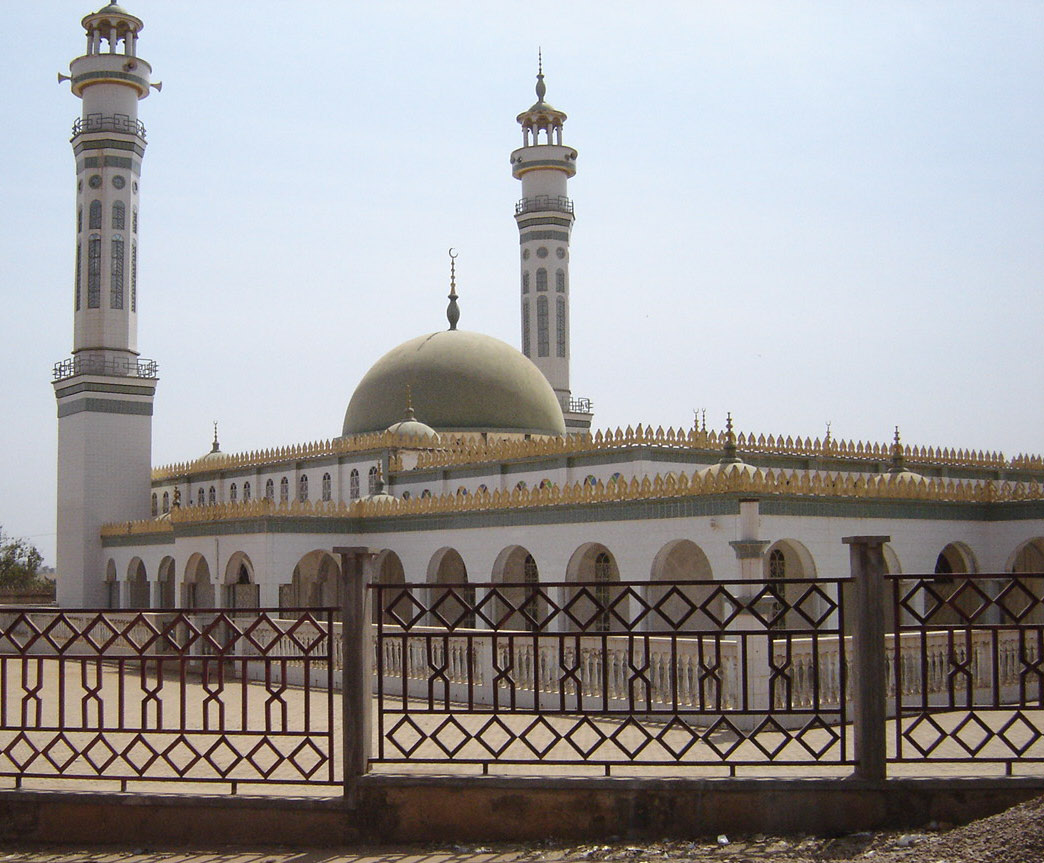
مسجد في الكمرون

تشكل نسبة السكان ذوي المعتقدات المحلية قرابة 40 % من عدد السكان، في حين يشكل المسيحيون قرابة 40 % منهم، أما المسلمون فيشكلون قرابة 40 % من السكان.

#### وصول الإسلام الي الكمرون
وصلها الإسلام عبر التجارة وقوافلها، التي كانت تأتي من الشمال حيث استقرت جماعات من شعب (الفولاني) المسلم في المناطق الشمالية من الكمرون واحترفوا التجارة وكونوا مجتمعات إسلامية بهذه البلاد. وحددت في هذه المرحلة بداية توغل الإسلام من شمال الكمرون إلى وسطه.
انتشر الإسلام في حوض نهر (بنوي) والهضبة الوسطى من الكمرون في النصف الأول من القرن الثالث الهجري، واستمرت حركة انتشار الإسلام حتى عمّ وسط الكمرون. وساهم العديد من الدعاة المحليين في نشر الإسلام في الكمرون.
ظل الإسلام يتقدم من الشمال نحو الجنوب، حتى فرض الاحتلال الألماني نفوذه على الكمرون في سنة (1302 – 1884) و انتشرت البعثات التنصيرية في القسم الجنوبي من الكمرون التي استمدت سلطانها من وجود الاحتلال الألماني، وقسّمت الكمرون بين بريطانيا وفرنسا في أثناء الحرب العالمية الأولى.

### اللغات
وبالكمرون لغتان رسميتان الإنجليزية في الغرب والفرنسية في الشرق، إلى جانبها لغات محلية عديدة منها: لغة البانتو والعربية والسواحلية وعدد كبير من لهجات القبائل الزنجية.

## السياسة

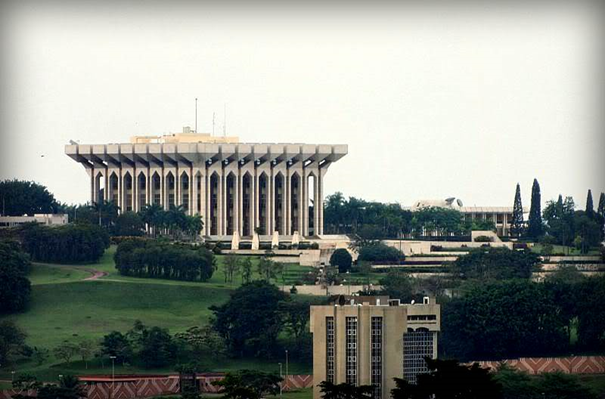
قصر الوحدة – رئاسة الكاميرون

### التقسيم الإداري
يقسم دستور الكمرون إلى 10 مناطق تتمتع بحكم شبه ذاتي كل منها تحت إدارة منتخبة و54 إقليم.

مناطق الكمرون

| الرقم | المنطقة                   | العاصمة | عدد الأقاليم | المساحة (كيلومتر مربع) | عدد السكان | الكثافة السكانية (/ كم ²) |
| ----- | ------------------------- | ------- | ------------ | ---------------------- | ---------- | ------------------------- |
| 1     | آدماوة (Adamawa)          | نغمدرة  | 5            | 63,691                 | 495,185    | 8                         |
| 2     | المركز (Centre)           | ياوندة  | 10           | 68,926                 | 1,651,600  | 24                        |
| 3     | الشرق (East)              | بيرتوا  | 4            | 109,011                | 517,198    | 5                         |
| 4     | الشمال الأقصى (Far North) | مروة    | 6            | 34,246                 | 1,855,695  | 54                        |
| 5     | الساحل (Littoral)         | دوالة   | 4            | 20,239                 | 1,352,833  | 67                        |
| 6     | الشمال (North)            | غروة    | 4            | 65,576                 | 832,165    | 13                        |
| 7     | الشمال الغربي (Northwest) | بامندة  | 8            | 17,812                 | 1,237,348  | 69                        |
| 8     | الجنوب (South)            | ابلاوا  | 4            | 47,110                 | 373,798    | 8                         |
| 9     | الجنوب الغربي (Southwest) | بويا    | 7            | 24,571                 | 838,042    | 34                        |
| 10    | الغرب (West)              | بافوسام | 6            | 13,872                 | 1,339,791  | 97                        |

## الاقتصاد
يقدر الناتج المحلي الإجمالي للكمرون 42.778$ مليار ودخل فرد (تعادل القوة الشرائية) 2.147$ في عام 2009. أسواق التصدير الرئيسية وتشمل فرنسا وإيطاليا وكوريا الجنوبية وإسبانيا والمملكة المتحدة ويعد الاقتصاد الكمروني من أفضل الاقتصاديات، التي تقوم على السلع الأولية، في شبه الصحراء الإفريقية، نظراً إلى ما تتمتع به البلاد من موارد نفطية، وظروفٍ زراعية جيدة. غير أن الكمرون لا يزال يواجه مشكلات خطيرة، عديدة، لا تختلف عن تلك التي تواجهها الدول النامية الأخرى، مثل بطء النظام الإداري، وعدم مواءمة المناخ العام لشركات الأعمال. وقد شرعت الحكومة، منذ عام 1990م، في العديد من البرامج، التي وضعها صندوق النقد الدولي والبنك الدولي، لتشجيع الاستثمار التجاري، وزيادة كفاءة الزراعة، وتحسين التجارة، والاستفادة من البنوك الوطنية؛ إلا أن الحكومة فشلت في مواصلة هذه المشروعات. وفي يونيو 2000م، انتهت الحكومة من برنامج للإصلاح الهيكلي، مدته ثلاث سنوات، برعاية صندوق النقد الدولي. ولا يزال الصندوق يضغط على الكمرون، من أجل تنفيذ مزيد من الإصلاحات، منها تعزيز الشفافية ودفع عجلة الخصخصة. وقد أثر ارتفاع الأسعار العالمية لكلّ من النفط والكاكاو في الاقتصاد الكمروني تأثيراً كبيراً
احتلت الكاميرون المركز 123 في مؤشر الابتكار العالمي عام 2023،  وحافظت على المركز نفسه في مؤشر عام 2024.

### العملة المستخدمة
الفرنك الوسط إفريقي أو فرنك س ف ا وسط إفريقيا هي العملة المستخدمة في الكمرون وفي تشاد وجمهورية الكونغو وجمهورية إفريقيا الوسطى وغينيا الاستوائية والغابون، وهي الدول الأعضاء في الاتحاد الاقتصادي والنقدي لوسط إفريقيا.

## النقل

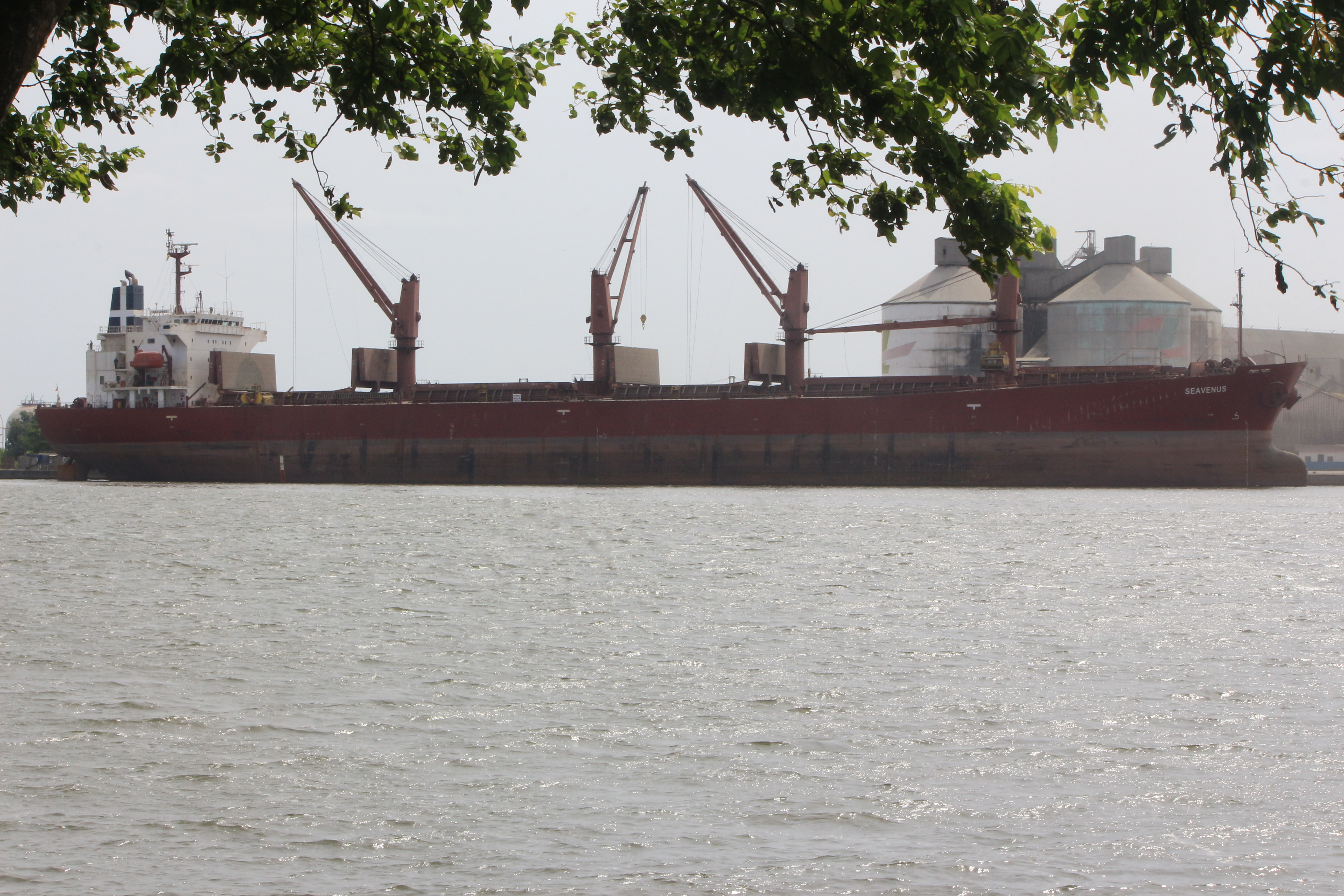
مينا دوالة الواقع على خليج غينيا في مدينة دوالة عاصمة الكمرون الاقتصادية

ميناء دوالة على خليج غينيا من أهم ممرات النقل في الكمرون والمطار الدولي الرئيسي مطار دوالة الدولي ومن المطارات الدولية والثانوية هي مطار ياوندة وغروة. في المجموع، كان هناك 34 مطارا في العام 2008، فقط 10 منها كانت تحتوي علي ممرات مرصوفة. شركات الطيران في الكمرون هي الخطوط الجوية الكمرونية، التي دخلت حيز التشغيل 1 نوفمبر 1971، تسير رحلات إلى باريس، لندن، فرانكفورت، بروكسل، والعديد من المدن الإفريقية وهناك الكثير من شركات الطيران العاملة في الكمرون. والشركات الجوية العاملة في الكمرون: الخطوط الملكية المغربية، الخطوط الاثيوبية، الخطوط الفرنسية، الملكية البلجكية، الكينية.

## السفارات
توجد عدد من السفارات في ياوندة منها المملكة العربية السعودية، المملكة المغربية، الجزائر، مصر، الولايات المتحدة، المملكة المتحدة، بلجيكا، الصين، اليابان، فرنسا، هولاندا، قنصلية لبنان في دوالة.

## الفنادق
يوجد عدد من الفنادق في الكمرون الهيلتون في ياوندة، ومريديان في دوالة.

## النشاط البشري

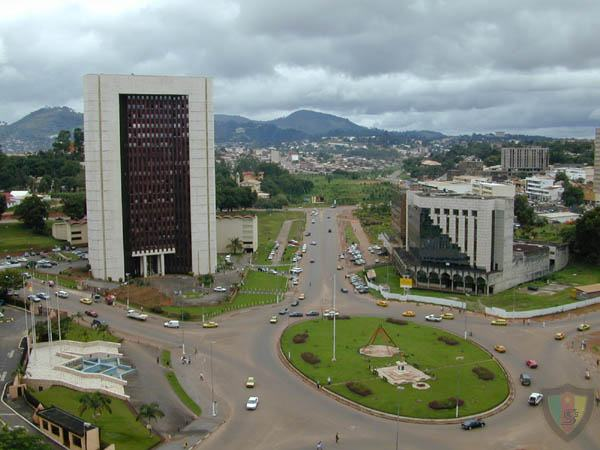
الكمرون-ياوند

### الزراعة
غالبية سكان الكمرون مزارعون، ويعمل بالزراعة حوالي 63% من القوى العاملة، ينتجون الذرة، والموز، والكاسافا، والأرز، والقطن، والبن، وكذلك يزرعون الكاكاو في الوسط والشمال، وثروة الكمرون من الحيوانات سنة (1408هـ) كانت (4,471,000) من الأبقار، و (2,897,000) من الأغنام، و (2,906,000) من الماعز.

### المعادن
كما يتم تعدين القصدير والبوكسيت والذهب وبعض المعادن الأخرى.

### الكهرباء
وتولد الكهرباء من سد أوبا، وتستخدم في تصنيع الألومنيوم. تمتعت الكاميرون عمومًا بالاستقرار، مما سمح بتطوير الزراعة، الطرق وسكك الحديد، بالإضافة إلى الصناعات النفطية. بالرغم من توجهها إلى الإصلاح الديمقراطي، ظلت السلطة السياسية بيد اقلية إثنية. العاصمة هي ياوندي.

## الثقافة

### الرياضة

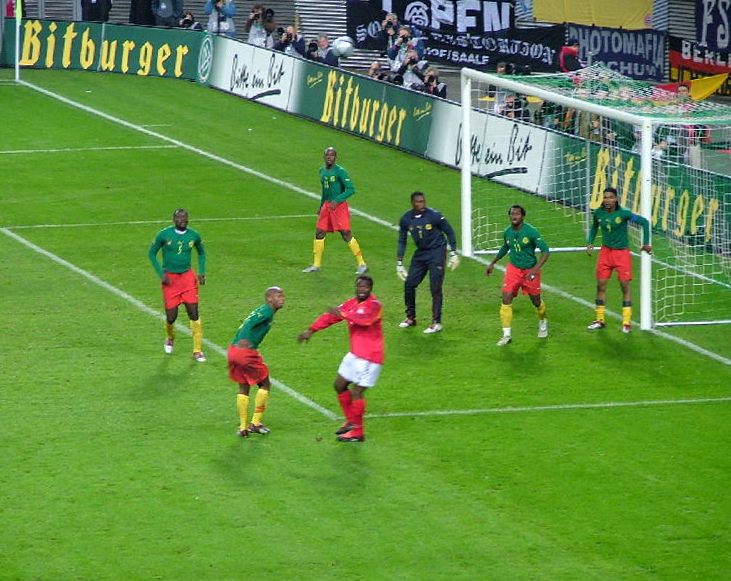
منتخب الكمرون وهو يواجه ألمانيا في الاستاد المركزي في مدينة لايبزغ، بتاريخ 27 أبريل 2003.

يمارس الرياضة في الكمرون على نطاق واسع من قبل السكان. الكمرون تفخر في الانتصارات في البطولات الدولية، مما جعل الرياضة مصدرا هاما من مصادر وحدة وطنية. الرياضات التقليدية في الكمرون وتشمل سباقات الزوارق والسباحة ولعبة شد وجذب الحبل، وتشغل كرة القدم في الكمرون حيزا كبيرا من الاهتمام وتعتبر الكمرون من المنتخبات الإفريقية القوية ولها العديد من الإنجازات.

#### إنجازات المنتخب الكمروني لكرة القدم
- شارك في نهائيات كأس العالم سبع مرات أعوام 1982 - بطولة كأس العالم لكرة القدم 1990 - بطولة كأس العالم لكرة القدم 1994 - بطولة كأس العالم لكرة القدم 1998 - بطولة كأس العالم لكرة القدم 2002 - بطولة كأس العالم لكرة القدم 2010 - بطولة كأس العالم لكرة القدم 2014
- بطل كأس الأمم الإفريقية لكرة القدم أعوام 1984 - 1988 - 2000 - 2002. كأس الأمم الإفريقية 2017
- وصيف كأس الأمم الإفريقية لكرة القدم عامي 1986 - 2008.
- بطل دورة الألعاب الأوليمبية سيدني 2000.

ومن أشهر لاعبين كرة القدم في الكمرون، صامويل إيتو، باتريك مبوما، جيريمي نجيتاب، أكيلي إيمانا، جوزيف جوب، روجيه ميلا، فرانسوا أومام بييك، توماس نكونو، ريغوبرت سونغ، مارك فيفيان فويه، جوزيف أنطوان بيل، إدريس كارلوس كاميني.

### الأعياد
تتنوع الأعياد في الكمرون انظر الجدول لمزيد من المعلومات

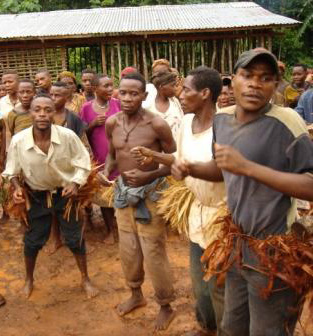
احتفال شعبي في الكمرون.

| التاريخ     | الاسم                 |
| ----------- | --------------------- |
| 1 يناير     | احتفال رأس السنة      |
| 11 فبراير   | اليوم الوطني للشباب   |
| 1 مايو      | عيد العمال            |
| 20 مايو     | العيد الوطني          |
| 15 أغسطس    | انتقال السيدة العذراء |
| 1 أكتوبر    | يوم التوحيد           |
| عيد الميلاد | 25 ديسمبر             |

## معرض

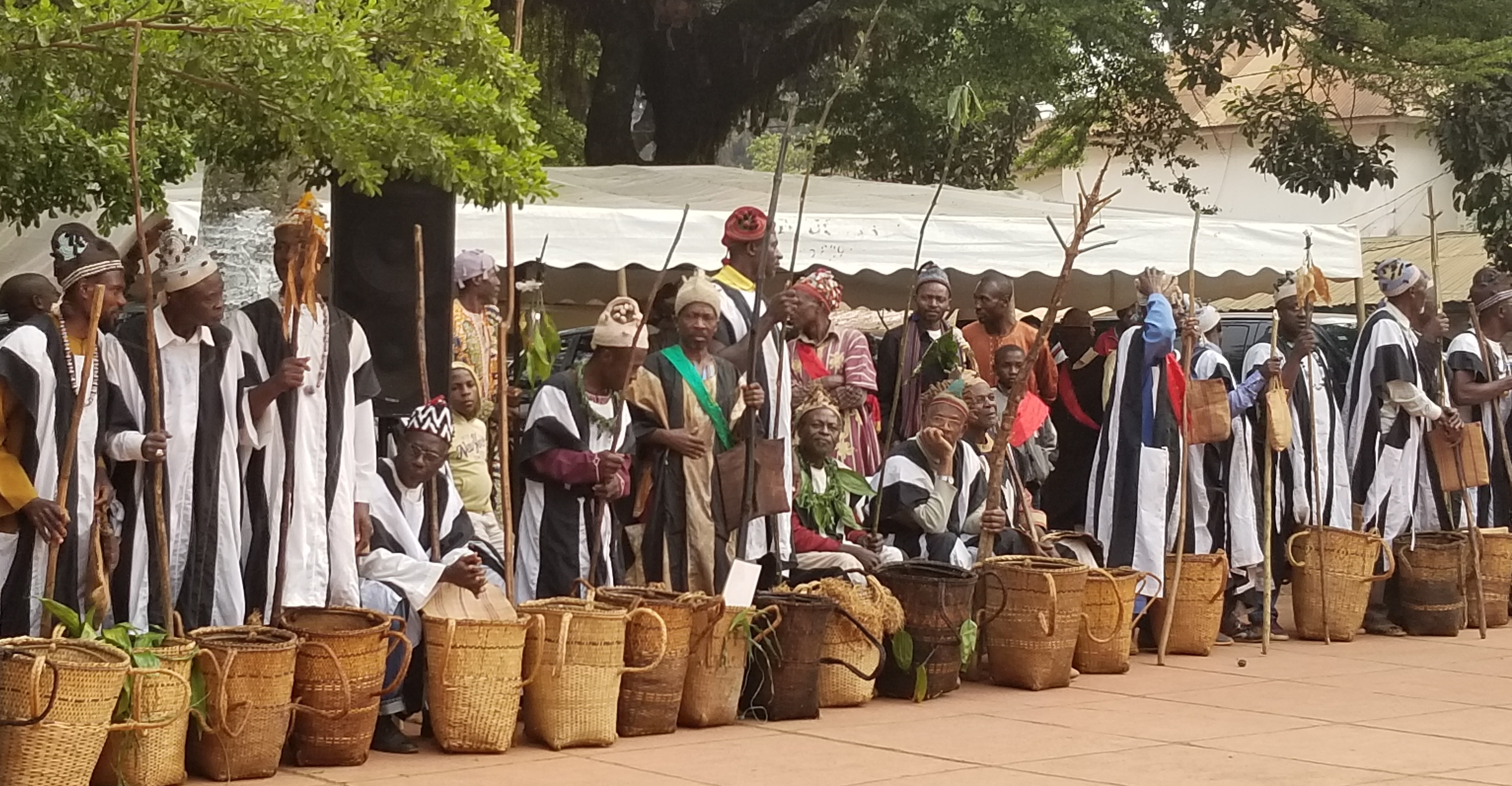
مهرجان جمعية زعماء العشائر للفومبان، الكمرون
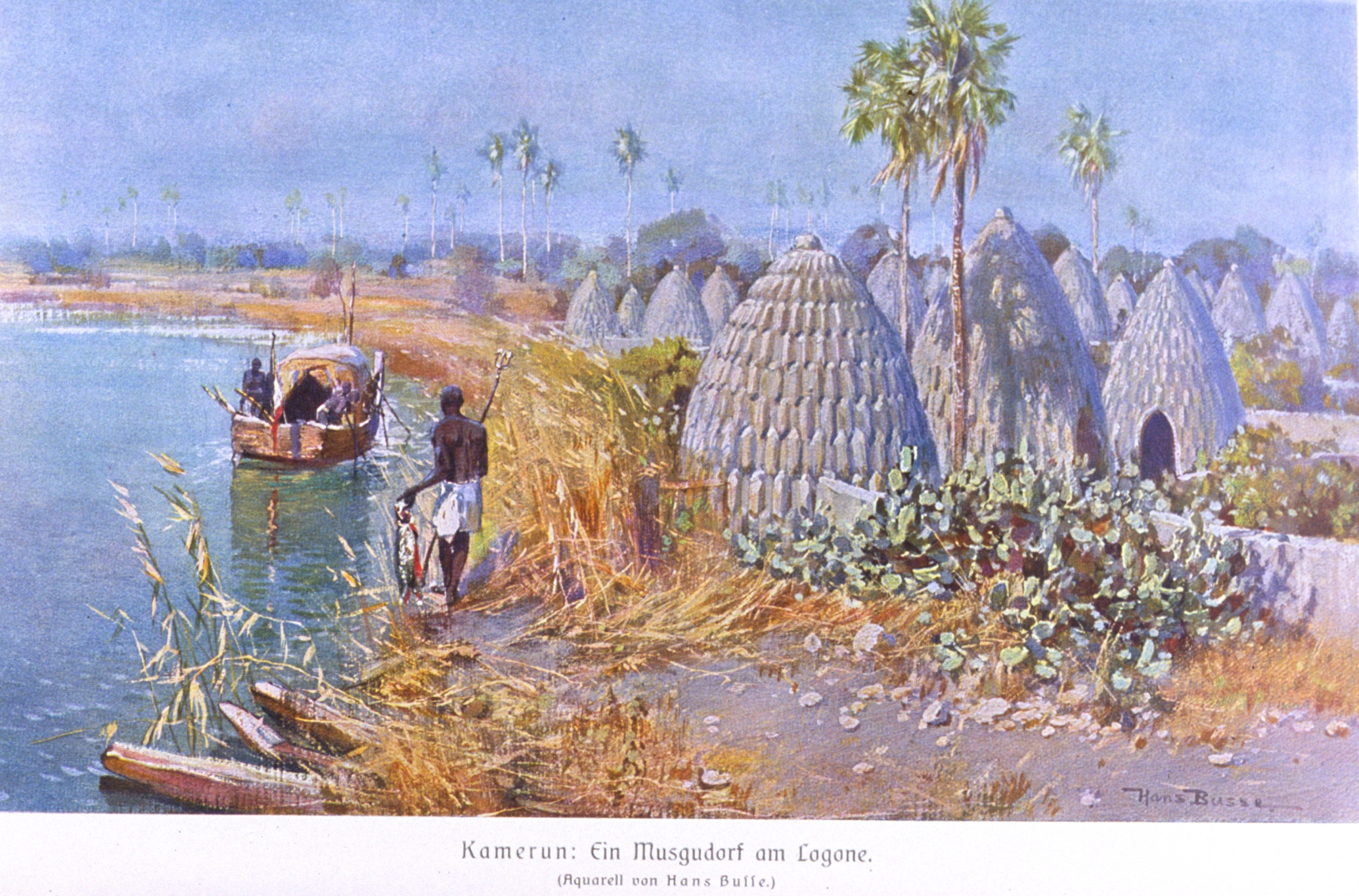
قرية على بحيرة
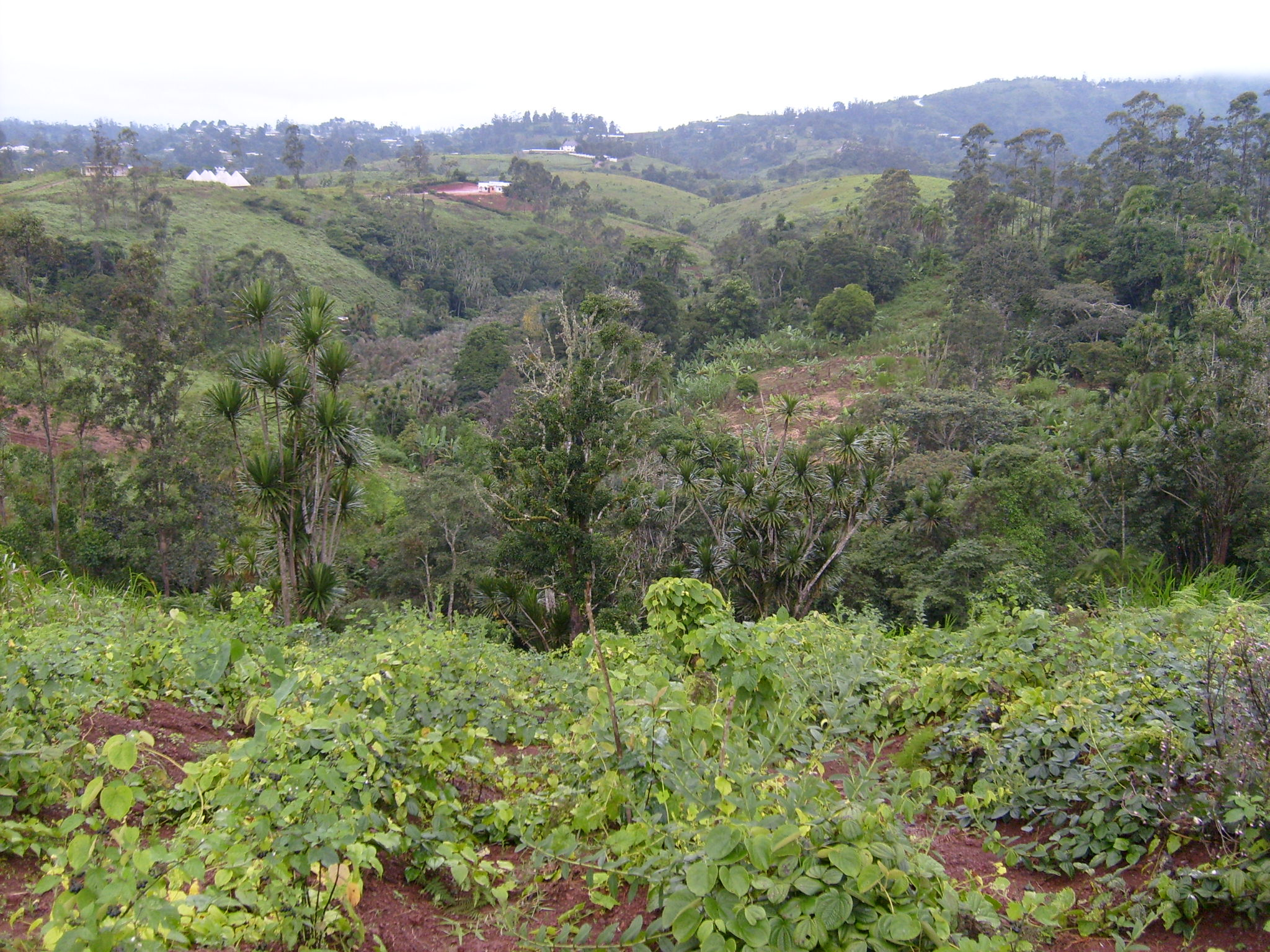
غابات الكمرون
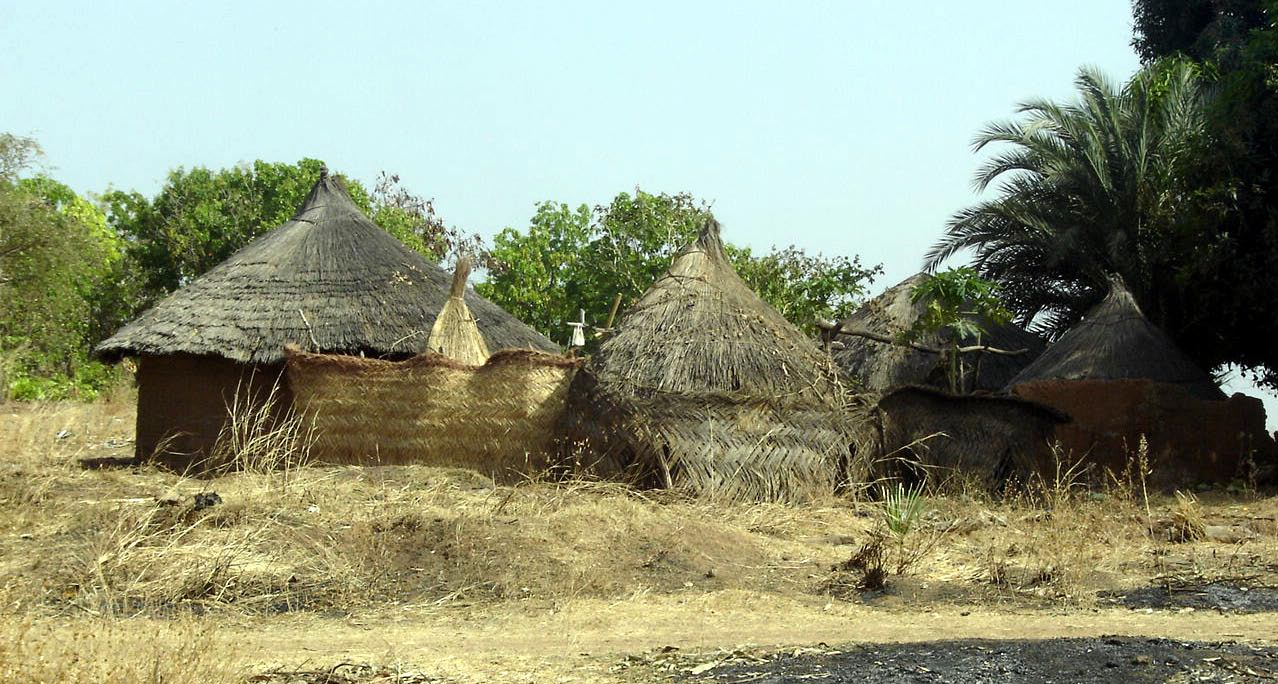
بيوت شمال الكمرون